# Uniwersytet w Groningen
Uniwersytet w Groningen (Rijksuniversiteit Groningen, RUG) – holenderska uczelnia publiczna z siedzibą w Groningen.

## Historia
Uczelnia została założona w 1614 roku z inicjatywy władz Groningen i okolicznego regionu Ommelanden. Początkowo składał się z czterech wydziałów: Teologii, Prawa, Medycyny i Filozofii. Pod koniec XVII i w XVIII wieku rozwój uczelni został spowolniony przez trudną sytuację polityczną i liczne wojny w regionie (włączając w to oblężenie Groningen przez wojska Christopha Bernharda von Galena, zwanego Bommen Berend (1672)). W tym czasie na uniwersytecie działał m.in. Petrus Camper.
Pomimo uznania jakie zyskała uczelnia, na początku XIX wieku rozważano jej zamknięcie. Nie doszło do niego, w 1815 roku, wraz z Uniwersytetem w Lejdzie i Uniwersytetem w Utrechcie, uzyskała rangę narodowej szkoły wyższej. W 1876 roku w ramach reformy szkolnictwa wyższego, ranga uczelni wzrosła, zyskała ona nazwę Uniwersytetu Królewskiego (Rijksuniversiteit). Nauczano wówczas po łacinie oraz w języku holenderskim.
W 1871 roku Aletta Jacobs, jako pierwsza kobieta w Holandii, rozpoczęła studia medyczne na uniwersytecie.
W 1850 roku wybudowano nową siedzibę uniwersytetu, Academiegebouw, sfinansowaną w znacznej mierze przez społeczność Groningen. Uległa ona zniszczeniu w pożarze w 1906 roku. Nowy budynek wybudowano w 1909 roku.
W 2016 roku Ben Feringa, profesor Uniwersytetu w Groningen, został uhonorowany Nagrodą Nobla w dziedzinie chemii.

## Struktura organizacyjna
W skład uniwersytetu wchodzą następujące jednostki:
- Wydział Ekonomii i Biznesu
- Wydział Sztuk
- Wydział Prawa
- Wydział Teologii i Studiów Religijnych
- Wydział Nauk Społecznych i Behawioralnych
- Wydział Nauk Medycznych
- Wydział Nauk Ścisłych i Inżynieryjnych
- Wydział Studiów Przestrzennych